# Cebrenninus
Genre
Synonymes
- Ascuris Simon, 1897 nec Haeckel, 1872
- Ascurisoma Strand, 1929

Cebrenninus est un genre d'araignées aranéomorphes de la famille des Thomisidae.

## Distribution
Les espèces de ce genre se rencontrent en Asie du Sud-Est, en Chine et au Sri Lanka.

## Liste des espèces
Selon World Spider Catalog (version 18.0, 03/02/2017) :
- Cebrenninus banten Benjamin, 2016
- Cebrenninus berau Benjamin, 2016
- Cebrenninus kalawitanus (Barrion & Litsinger, 1995)
- Cebrenninus magnus Benjamin, 2016
- Cebrenninus phaedrae Benjamin, 2016
- Cebrenninus rugosus Simon, 1887
- Cebrenninus schawalleri Benjamin, 2016
- Cebrenninus srivijaya Benjamin, 2011
- Cebrenninus striatipes (Simon, 1897)
- Cebrenninus tangi Benjamin, 2016

## Publication originale
- Simon, 1887 : Espèces et genres nouveaux de la famille des Sparassidae. Bulletin de la Société zoologique de France, vol. 12, p. 466-474 (texte intégral).